# Курінчики
Курінчики (куренчики) — козаки в особистій службі спочатку лише полковників, а пізніше і взагалі козацької старшини в період Гетьманщини другої половини XVII—XVIII століть.
Так, наприклад, полковник Полтавського полку Війська Запорозького Черняк Іван мав у своєму підпорядкуванні особистий загін курінчиків з 76 озброєних козаків із села Рибці (1721). Представники значного товариства мали у розпорядженні менші озброєні загони курінчиків. У розпорядженні полкового писаря курінчики виконували обов'язки гінців, дорученців.
На курінчиків не розповсюджувалися загальні закони Гетьманщини.
Гетьман Апостол в універсалі 1727 року підтвердив універсал гетьмана Скоропадського щодо виділення «Іосифу Тарасевичу, знатному військовому товаришу» десяти козаків, які проживають у його курені, для участі у військових походах, для посилок з листами. При цьому в універсалі заборонялося полковнику Ніжинського полку та старшині відривати цих козаків на інші роботи.
1735 року було видано указ відібрати курінчиків від бунчукових товаришів і старшин і повернути їх в сотню.